# 久保優太
久保 優太（くぼ ゆうた、1987年10月19日 - ）は、日本の総合格闘家、政治活動家、投資家。リレイズ東京/BRAVE所属。2005年に高校2年生でキックボクサーとしてプロデビューし、2012年にISKA世界ライトウェルター級王座、2013年に初代Krush -67kg王座およびGLORYフェザー級SLAM世界トーナメント優勝、2017年に初代K-1 WORLD GPウェルター級王座を獲得し、2021年に総合格闘家に転身。東京都立川市出身。弟は元キックボクサーの久保賢司。

## 来歴

### キックボクシング
8歳でテコンドーを始め、15歳でキックボクシングを始めた。
2005年1月22日、ニュージャパンキックボクシング連盟（NJKF）でプロデビュー（高校2年）。
2006年7月22日、NJKFのADVANCE VIIで開催された真王杯60kg級トーナメントに出場予定であったが、練習中に全治2か月の怪我を負い欠場となった。
2006年9月、タイ・ラジャダムナン・スタジアムで1週間に2試合戦い、2KO勝ち。
2006年11月23日、NJKFのADVANCE Xで王者岩井伸洋とフェザー級タイトルマッチで対戦予定であったが、岩井の負傷によりNJKFフェザー級暫定王者に認定された。
2007年3月18日、NJKFのFIGHTING EVOLUTION IIIで正規王者の岩井伸洋とNJKFフェザー級タイトルマッチを行ない、TKO勝ち。正規王者となるとともに、初防衛に成功した。
2007年7月13日、タイ国プーケット・BANGLA BOXING STADIUMでチャイチャナ・パートンジム（タイ）とWPMO世界スーパーフェザー級タイトルマッチを行い、5RKO勝ちで王座を獲得した。
2007年11月21日、カンボジア・プノンペンで現地選手と対戦し、判定負け。キャリア初の黒星となった。
2008年1月27日、NJKFのSTART OF NEW LEGENDでMA日本フェザー級王者駿太と対戦し、判定負け。国内での初黒星となった。
2008年4月29日、マーシャルアーツ日本キックボクシング連盟興行で王者TURBOとWMAF世界スーパーフェザー級タイトルマッチで対戦し、引き分け。王座奪取に失敗した。
2008年7月27日、NJKFスーパーフェザー級王座決定トーナメント準決勝で赤十字竜と対戦予定であったが、直前になって尿道結石で欠場した。
2009年、弟・賢司と共に、立川キックボクシングアカデミーからアンリミテッドジムに移籍。
2009年9月28日、1年5か月ぶりの試合となったSurvivor Round.1で村浜武洋と対戦し、3ダウンを奪って1RKO勝ち。
2009年11月2日、Krushライト級グランプリ2009に出場。リザーブファイトで水落洋祐に判定勝ち。準決勝で勝利した石川直生がドクターストップとなったため、決勝に進出。決勝で山本真弘と対戦し、2Rまでは優勢に試合を進めるも3Rに左フックでダウンを奪われ判定負け、準優勝となった。
2010年1月25日、Survivor 〜Round.3 立川隆史・引退記念興行〜で大月晴明と2分2Rのスペシャルエキシビションマッチを行った。
2010年5月2日、K-1初参戦となったK-1 WORLD MAX 2010 〜-63kg Japan Tournament 1st Round〜でDJ.taikiと対戦し、判定勝ち。
2010年7月5日、K-1 WORLD MAX 2010 〜-63kg Japan Tournament FINAL〜では、準々決勝で尾崎圭司に判定勝ち、準決勝で松本芳道に左ハイキックでKO勝ち、決勝で大和哲也に対してダウンを奪いながらも3RKO負けを喫し、準優勝となった。
2010年11月8日、K-1 WORLD MAX 2010 -70kg World Championship Tournament FINALでHIROYAと対戦し、3-0の判定勝ちを収めた。
2011年5月27日、Survivor 〜Round.7〜で元ルンピニー・スタジアム認定バンタム級王者＆WMC同級王者デンサイアム・ルークプラバーツ（タイ）と対戦し、3RにKO勝ちを収めた。
2011年6月25日、K-1 WORLD MAX 2011 -63kg Japan Tournament FINALで、準々決勝で才賀紀左衛門に3R判定勝ち、準決勝で野杁正明に3R判定勝ち、決勝で卜部功也に3R判定勝ちで優勝を果たした。
2011年9月25日、K-1 WORLD MAX 2011 〜-70kg Japan Tournament FINAL〜でWPKC世界王者アンドレ・ブルール（ドイツ）と対戦し、序盤から蹴りで圧倒し計3度のダウンを奪い大差判定勝ちを収めた。
2011年11月12日、Krush.13でFFSCフランス三冠王者のトリスタン・ベナード（フランス）と対戦し、3RにKO勝ちを収めた。
2011年12月31日、元気ですか!! 大晦日!! 2011でニルス・ヴィーランド（スウェーデン）と対戦し、3RにKO勝ちを収めた。
2012年2月17日、Krush.16でISKAオリエンタル世界ライトウェルター級王座決定戦を行い、元WPMF世界ウェルター級王者のシャルル・フランソワ（フランス）に2RKO勝ちを収め、王座獲得に成功した。

#### Krush王座獲得
2013年1月14日、Krush Grand prix 2013 ～-67kg級初代王座決定トーナメント～で、準々決勝でTaCaに2RKO勝ち、準決勝で松倉信太郎に3R判定勝ち、決勝でアブデラ・エズビリに再延長判定勝ちで優勝を果たし、初代王座に就いた。
2013年5月3日、GLORY 8 TOKYOにてGLORYフェザー級SLAM世界トーナメント 2013に参戦し、準々決勝でイム・チビンに2RKO勝ち。準決勝でガブリエル・バルガに判定勝ち。決勝で野杁正明からダウンを奪い判定勝ちして優勝を果たした。
2013年9月1日、Krush.32 ～in NAGOYAにてKrush -67kg級タイトルマッチで挑戦者の野杁正明と対戦し、0-3の判定負けで王座から陥落した。3年ぶりの敗戦、ワンマッチでは5年ぶりの敗戦となった。
2013年12月21日、GLORY 13 TOKYOにてモサブ・アムラーニと対戦し、0-3の判定負け。

#### K-1 WORLD GP王座獲得
2017年9月18日、K-1 WORLD GP初代ウェルター級王座決定トーナメントに出場。1回戦で元同門の木村ミノルから2度のダウンを奪い判定3-0で勝利。準決勝では塚越仁志からローキックで2度のダウンを奪い1RKO勝利。決勝ではモハン・ドラゴン相手に3Rに2度ダウンを奪い、判定3-0で勝利。トーナメント優勝を果たし、K-1 WORLD GP初代ウェルター級王座の獲得に成功した。
2018年3月21日、K-1 WORLD GP 2018 JAPAN ～K'FESTA.1～のK-1 WORLD GPウェルター級タイトルマッチで挑戦者のメルシック・バダザリアンと対戦し、判定勝ちで王座の初防衛に成功した。
2020年3月22日、K-1 WORLD GP 2020 JAPAN ～K'FESTA.3～のK-1 WORLD GPウェルター級タイトルマッチで挑戦者のジョーダン・ピケオーと対戦し、判定勝ちで3度目の王座防衛に成功した。
2020年6月3日、K-1 WORLD GPウェルター級王座を返上。キックボクシングへのモチベーションや興味を失ったことで、K-1離脱を発表した。

### RIZIN
2021年8月、RIZINと契約。一時はボクシングへの転向も考えていたが、複数の媒体で、「ボクシングよりも総合格闘技の方が技が多彩で戦略性が高く、ロジカルで魅力がある」「K-1の最後の方の試合では安全圏が分かってしまい面白くなくなってしまった。刺激が無いのでボクシングを考えたが、総合格闘技で自分が何もできないことや不利になる環境が面白いと思った」「RIZINの朝倉未来選手や矢地祐介選手とYouTubeでコラボした時に総合格闘技をやったら彼らを相手に何も出来なかったので総合格闘技に興味が出た」「言い方は悪いけれど、ボクシングはアンダーグラウンドで華やかさに欠ける」「ボクシングは手だけで研ぎ澄ますので凄く尊敬しています。けど、格闘技として一番強いのは総合格闘技（MMA）なので。」「立ち技は18年近くやっているので攻略できるというか、ボクシングの日本チャンピオンやランカーと練習していても互角以上に戦えてしまっている。逆に総合格闘技は覚えることが多くて、知らないことがたくさんあるので本当に楽しい」と、総合格闘技への強い気持ちが勝ったことを明かした。
また他にも、「新生K-1のトップファイター達がRIZINに出ると皆負けて通用していないので、世間にK-1ファイターは弱いと思われている。それを覆して強さを証明したい」「以前から総合格闘技の選手たちと立ち技スパーリングをしていたけど、自分が総合格闘技に転向すると決めたら見え方が変わって、彼らには『出せる技を全部使ったらこいつには余裕で勝てるんだよな』と思われながらスパーリングされてたのかな・・・？と思ってしまい、（ある意味、総合格闘家には常に手加減されているような気分になり、）格闘家なのに立ち技しか出来ない自分がめちゃくちゃ恥ずかしくなったんです。だから生物的に強くてオスとしても一番強いのは総合格闘家だなと思ったので自分もなりたいと思いました」などと様々な理由を語り、キックボクサーから総合格闘家へと転向した。
2021年9月19日、RIZIN初出場となったRIZIN.30で総合格闘技デビュー戦を行い、リオ五輪レスリング銀メダリストで1階級下（約5kg下）の太田忍と対戦。テイクダウンを奪われると攻められ続けられる展開となり、0-3の判定負け。
2021年12月31日、RIZIN.33でシバターと対戦し、1Rにシバターの右フックを受けてダウン。立ち上がって首相撲をしたところに、シバターの飛びつき腕ひしぎ十字固めを受けて一本負け。
2022年1月、この試合に関してシバターが「怪我で欠場を考えている。顔面に痺れがあるので1R目は顔を殴らないでほしい。家族もいる」などと試合前に久保に電話しており、その後も「色々考えたのですが、やっぱり"そういうのは無し"で。覚悟を決めました。本気でやりましょう。ただ、（私は顔がしびれている状態だから久保さんは）いつでも私を仕留められると思うので、（1R終了時に私の知り合いのラウンガールの出番を作ってあげたいので、）できれば2Rに試合を決めてください」と久保に一方的に連絡をして、『2Rから全力で戦う』という申し合わせの提案を行っていたことが発覚。（※ただし、これはシバターが近年試合のたびに毎回行っているYouTube動画のネタ・陽動作戦。シバター本人も視聴者と久保にこのネタがバレることを前提で行っていたと試合後に話している。また久保側もシバターの申し合わせの提案の電話を録音しており初めから嘘であることを警戒しながら口裏を合わせていた。そして最初から約束を守る気がなかったシバターが1Rから猛攻を仕掛けて試合を終わらせたため、お互いが申し合わせを守る気は無く、この申し合わせは最初から成立していない。）
久保はこの件について、「悩んだが、（シバターがYouTubeに『怪我で久保戦をキャンセルします』という動画まで出したことから、）提案を蹴って本当にシバターに怪我を理由に決まった試合をキャンセルされたら、自分のスポンサーやチケットを買ってくれたファンに迷惑をかけてしまう」という強迫観念もあったとして、考えた末に試合を成立させることを優先して疑いながらも最終的に「あえて提案に乗ったフリをした」と話した。ただし最後まで半信半疑であったことから「1Rからいきなり本気を出して戦ってよいのか迷い、100％の気持ちを作れないまま試合に臨んで、結果的にシバターの陽動作戦に引っ掛かり敗れてしまった」と主張した。また、自身の主張を証明するため、RIZIN側に相談なく、シバターとの試合前の通話録音やLINEのやり取りを、久保の義理の兄のTwitterやYouTuberの生放送で公開するなど、多方面で騒動を起こした。1月8日、久保がRIZIN運営とシバターに謝罪。「RIZINの神聖なリングを汚してしまった。自分とシバターさんの件でRIZIN関係者や他の選手達、ファンを失望させてしまった」と話した。それと共に自身がアスペルガー症候群の診断を受けており、（今回のように）騙されやすくて冗談を真に受けたり思い込みも激しく、うまく感情がコントロールできず今回の騒動に至ったと告白。「RIZINからの処分は受け入れます。今後は少しでも信用を取り戻す行動をしていきたいと思います」と話した。これに対してシバターは「何をやってるんだ久保！これは俺が動画や試合でいつもやってる裏切りパターンと常套句なのに、なんでそれを信じて負けてるんだよ！俺の今までの試合見たことがないのかよ！「お金積むので負けてください！」ってパターンまでやってるんだぞ！」と話した。4月8日、シバターが久保に対して「卑怯といえば卑怯だった。それに奥さんと離婚させてしまうほど、久保さんの人生を狂わせてしまった」と謝罪し、2人は和解した。
2022年11月6日、約1年ぶりに復帰。RIZIN LANDMARK 4で奥田啓介と対戦し、奥田が投げを打った際にマウントポジションを奪い、パウンドによるTKO勝ちし、MMA転向後の連敗を止めると共にMMA初勝利となった。勝利者マイクでは再びチャンスを与えてくれたRIZINへの感謝の気持ちを述べ、続けて「去年、大晦日に大炎上する不祥事を起こしてしまったので進退を考えるつもりでした。K-1王者としてRIZINの舞台に来たのですけど全然勝てなくて、MMAの難しさを痛感しました。でもここからリスタートします」と宣言した。
2023年6月24日、RIZIN.43で極真空手 世界2位の木下カラテと対戦し、膝蹴りを受けてグラつかされる場面も見られたが激しい試合展開ののち、2-1の判定勝ち。
2023年12月31日、RIZIN.45で元K-1スーパーライト級王者の安保瑠輝也と対戦し、1Rにリアネイキドチョークで一本勝ち。
2024年3月23日、RIZIN LANDMARK 9で元修斗環太平洋フェザー級王者の高橋遼伍と対戦し、打撃でぐらつかされるシーンも見られたが徐々に試合を盛り返し、2-1の判定勝ち。
2024年7月28日、超RIZIN.3で元RIZINフェザー級王者の齋藤裕と対戦し、タックルを切りつつ打撃でペースを握ると2Rに左ストレートキックをボディにヒットさせてKO勝利した。これで5連勝となった。
2024年12月31日、RIZIN10度目の大晦日記念大会のRIZIN DECADEで12戦12勝無敗（12フィニッシュ）のラジャブアリ・"イーグル"・シェイドゥラエフと対戦し、2RにパウンドでTKO負け。

## 政治活動
2025年5月4日にRIZINが開催した「RIZIN男祭り」で7月の第27回参議院議員通常選挙に立候補することを表明。「10年後、20年後、笑顔で格闘技をみてもらえる日本を作りたいし、そういう社会にしたい。僕が立ち上がろうと思いました」と語った。なお、格闘家は引退せずに続けるとも話した。当初久保は所属政党などについて明らかにしていなかったが、6月8日に日本維新の会が比例区に久保を擁立すると正式発表した。
同年7月20日の投開票の結果、31,412票を獲得して名簿内得票数6位となったが、日本維新の会の比例区獲得議席が4議席に留まったため落選した。

## 人物
- 投資家としても活動しており、著書『K-1チャンピオンの億を稼ぐ株式投資術』（双葉社）を刊行した。
- 妻・サラ（久保サラ）と共にテレビタレント・YouTube活動もしている。
- 10代の頃に格闘技の反復練習をして基礎を作っていたため、K-1時代は1日中、格闘技の映像を見ることや投資のことばかりしており、体を動かす格闘技の練習は1日1時間程度しかしないことが多かった。さらに試合の3週間前になるまで練習をしなかったと話している。それにもかかわらずK-1でNo.1選手になった。そして（その後一時的に夜遊びを繰り返し、寄ってきた複数の男女に何度も騙されるなどして格闘技に身が入らず勝ったり負けたりを繰り返して成績が悪化した時期が数年間あったが、妻のサラと出会ったことで夜遊びをやめて）そこから再びキック王者になった[32][33]。
- そのため、総合格闘技（MMA）転向後も「立ち技の技術があるし当てれば倒せるだろうと思っていた」と話すも、主戦場をRIZINに移して太田忍と対戦すると、「相手は5kgも階級下の選手にもかかわらず打撃を当てても倒れず、いきなり投げ飛ばされて足を折られて試合終了まで殴られ続けて何も出来ずに敗れてしまいました。そこで総合格闘技の厳しさを知って本当に悔しかった」と話した。そしてその悔しさをバネに、1日のほとんどを練習時間にして総合格闘技の練習に打ち込むようになった[14][34][32]。
- 格闘技を極めることや強さへのこだわりが非常に強い[35]。2024年にも総合格闘家に転向した理由や『最強』について、「総合格闘技は面白いですし、僕はかつてのミルコ・クロコップが好きです。なので格闘技ファンとしての自分の目線から見ても、僕みたいな選手がMMAに挑むのはロマンがあるんです。そのロマンを追いかけたい。それに新しい挑戦をしたい。総合格闘技（MMA）というのは何でもありに一番近い競技。だから格闘技においては『総合格闘技が最強』だと思っています。MMAで強い選手が一番強い。だからやはりプロ格闘家である以上、『格闘家と名乗る以上は最強になりたい』という気持ちや『オス（生物）として強くありたい』という気持ちが男としてあるんです。いくら立ち技だけの世界で偉そうにしていても「何でもありのルールで戦えばやられてしまうじゃないか…」というコンプレックスがありました。だから格闘家である以上は『ルールがある中で一番強い場所』をオスとして求める。僕はそういう夢だけを追っています」と改めて語っている[36][14]。また競技転向のタイミングついては「あと3年早く総合格闘技を始めておけばよかった。もっと凄い選手になれたと思うので正直悔しい」と、もっと早く転向するべきだったと後悔を口にしている[35][37]。

人物・密着動画
- RIZIN公式YouTube、久保優太の密着動画『Preparation』（2021）[映像 1]
- RIZIN公式YouTube、久保優太の特集動画「RIZIN CONFESSIONS #167』（2024）[映像 2]
- RIZIN公式YouTube、『RIZIN Fighters Interview ~もしも闘わなかったら~ / 久保優太』（YouTube Short ver.）（2023）[映像 3]
- RIZIN公式YouTube、榊原信行CEOの生放送トーク番組 ゲスト：堀口恭司・久保優太・武田光司（出張版）（2023）[映像 4]
- RIZIN公式YouTube、榊原信行CEOの生放送トーク番組 ゲスト：久保優太（2023）[映像 5]

RIZIN公式出演番組
- RIZIN公式YouTube、RIZIN TV（RIZIN LANDMARK 1 直前特番） ゲスト：昇侍・久保優太（2021）[映像 6]
- RIZIN公式YouTube、RIZIN TV（RIZIN.31 直前特番） ゲスト：昇侍・久保優太（2021）[映像 7]
- RIZIN公式YouTube、RIZIN TV（RIZIN.40 直前特番） ゲスト：石渡伸太郎・今成正和・久保優太（2022）[映像 8]

## 戦績

### プロ総合格闘技
| 総合格闘技 戦績 | 総合格闘技 戦績 | 総合格闘技 戦績 | 総合格闘技 戦績 | 総合格闘技 戦績 | 総合格闘技 戦績 | 総合格闘技 戦績 |
| --------------- | --------------- | --------------- | --------------- | --------------- | --------------- | --------------- |
| 7 試合          | (T)KO           | 一本            | 判定            | その他          | 引き分け        | 無効試合        |
| 5 勝            | 2               | 1               | 2               | 0               | 0               | 0               |
| 2 敗            | 1               | 0               | 1               | 0               | 0               | 0               |

| 勝敗 | 対戦相手                       | 試合結果                         | 大会名           | 開催年月日     |
| ×    | ラジャブアリ・シェイドゥラエフ | 2R 2:30 TKO（グラウンドパンチ）  | RIZIN.49         | 2024年12月31日 |
| ○    | 斎藤裕                         | 2R 4:19 KO（左ストレートキック） | 超RIZIN.3        | 2024年7月28日  |
| ○    | 高橋遼伍                       | 5分3R終了 判定2-1                | RIZIN LANDMARK 9 | 2024年3月23日  |
| ○    | 安保瑠輝也                     | 1R 4:28 リアネイキッドチョーク   | RIZIN.45         | 2023年12月31日 |
| ○    | 木下カラテ                     | 5分3R終了 判定2-1                | RIZIN.43         | 2023年6月24日  |
| ○    | 奥田啓介                       | 1R 4:43 TKO（グラウンドパンチ）  | RIZIN LANDMARK 4 | 2022年11月6日  |
| ×    | 太田忍                         | 5分3R終了 判定0-3                | RIZIN.30         | 2021年9月19日  |

### プロ総合格闘技（エキシビション）
| 勝敗 | 対戦相手 | 試合結果                 | 大会名   | 開催年月日     |
| ×    | シバター | 1R 1:34 腕ひしぎ十字固め | RIZIN.33 | 2021年12月31日 |

### プロキックボクシング
| キックボクシング 戦績 | キックボクシング 戦績 | キックボクシング 戦績 | キックボクシング 戦績 | キックボクシング 戦績 | キックボクシング 戦績 | キックボクシング 戦績 |
| --------------------- | --------------------- | --------------------- | --------------------- | --------------------- | --------------------- | --------------------- |
| 61 試合               | (T)KO                 | 判定                  | その他                | 引き分け              | 無効試合              |                       |
| 49 勝                 | 19                    | 30                    | 0                     | 2                     | 0                     |                       |
| 10 敗                 | 3                     | 7                     | 0                     | 2                     | 0                     |                       |

| 勝敗 | 対戦相手                       | 試合結果                                  | 大会名 | 開催年月日     |
| ○    | ジョーダン・ピケオー           | 3R終了 判定3-0                            | K-1 WORLD GP 2020 JAPAN ～K'FESTA.3～ 【K-1 WORLD GPウェルター級タイトルマッチ】                                                               | 2020年3月22日  |
| ○    | 城戸康裕                       | 3R+延長1R終了 判定2-1                     | K-1 WORLD GP 2019 JAPAN ～K'FESTA.2～ 【K-1 WORLD GPウェルター級タイトルマッチ】                                                               | 2019年3月10日  |
| ○    | メルシック・バダザリアン       | 3R終了 判定3-0                            | K-1 WORLD GP 2018 JAPAN ～K'FESTA.1～ 【K-1 WORLD GPウェルター級タイトルマッチ】                                                               | 2018年3月21日  |
| ○    | モハン・ドラゴン               | 3R終了 判定3-0                            | K-1 WORLD GP 2017 JAPAN ～初代ウェルター級王座決定トーナメント～ 【K-1 WORLD GP初代ウェルター級王座決定トーナメント決勝戦】                    | 2017年9月18日  |
| ○    | 塚越仁志                       | 1R 2:36 KO（2ダウン：ローキック）         | K-1 WORLD GP 2017 JAPAN ～初代ウェルター級王座決定トーナメント～ 【K-1 WORLD GP初代ウェルター級王座決定トーナメント準決勝】                    | 2017年9月18日  |
| ○    | 木村ミノル                     | 3R終了 判定3-0                            | K-1 WORLD GP 2017 JAPAN ～初代ウェルター級王座決定トーナメント～ 【K-1 WORLD GP初代ウェルター級王座決定トーナメント1回戦】                     | 2017年9月18日  |
| △    | 山際和希                       | 3R終了 判定1-0                            | Bigbang 29 | 2017年6月4日   |
| ×    | 謝雷                           | 3R終了 判定0-3                            | 武林風 World Championship 2017 | 2017年1月14日  |
| ○    | 牧平圭太                       | 3R終了 判定3-0                            | K-1 WORLD GP 2016 JAPAN ～初代フェザー級王座決定トーナメント～                                                                                 | 2016年11月3日  |
| ×    | 山崎秀晃                       | 3R 2:57 KO（掛け蹴り）                    | K-1 WORLD GP 2016 IN JAPAN～-65kg日本代表決定トーナメント～ 【K-1 WORLD GP 2016 -65kg日本代表決定トーナメント準決勝】                          | 2016年3月4日   |
| ○    | NOMAN                          | 3R終了 判定3-0                            | K-1 WORLD GP 2016 IN JAPAN～-65kg日本代表決定トーナメント～ 【K-1 WORLD GP 2016 -65kg日本代表決定トーナメント一回戦】                          | 2016年3月4日   |
| ×    | 左右田泰臣                     | 3R終了 判定0-3                            | K-1 WORLD GP 2015 IN JAPAN～－55kg初代王座決定トーナメント～                                                                                   | 2015年4月19日  |
| ×    | ゲーオ・フェアテックス         | 2R 1:52 KO（右フック）                    | K-1 WORLD GP 2014 ～－65kg初代王座決定トーナメント～ 【K-1 WORLD GP －65kg初代王座決定トーナメント準決勝】                                     | 2014年11月3日  |
| ○    | ラズ・セルキシアン             | 3R終了 判定3-0                            | K-1 WORLD GP 2014 ～－65kg初代王座決定トーナメント～ 【K-1 WORLD GP －65kg初代王座決定トーナメント一回戦】                                     | 2014年11月3日  |
| ×    | モサブ・アムラーニ             | 3R終了 判定0-3                            | GLORY 13 TOKYO | 2013年12月21日 |
| ×    | 野杁正明                       | 3R終了 判定0-3                            | Krush.32 ～in NAGOYA～ 【TOKYO×NAGOYA・5対5マッチ 大将戦 Krush -67kg級タイトルマッチ】                                                         | 2013年9月1日   |
| ○    | 野杁正明                       | 3R終了 判定146-134                        | GLORY 8 TOKYO 【フェザー級SLAM決勝】 | 2013年5月3日   |
| ○    | ガブリエル・バルガ             | 3R終了 判定145-140                        | GLORY 8 TOKYO 【フェザー級SLAM準決勝】 | 2013年5月3日   |
| ○    | イム・チビン                   | 2R 3:00 KO（左膝蹴り）                    | GLORY 8 TOKYO 【フェザー級SLAM準々決勝】 | 2013年5月3日   |
| ○    | アブデラ・エズビリ             | 再延長R終了 判定3-0                       | Krush Grand prix 2013 ～-67kg級初代王座決定トーナメント～ 【決勝】                                                                             | 2013年1月14日  |
| ○    | 松倉信太郎                     | 3R終了 判定3-0                            | Krush Grand prix 2013 ～-67kg級初代王座決定トーナメント～ 【準決勝】                                                                           | 2013年1月14日  |
| ○    | TaCa                           | 2R 1:43 KO（ボディ連打）                  | Krush Grand prix 2013 ～-67kg級初代王座決定トーナメント～ 【準々決勝】                                                                         | 2013年1月14日  |
| ○    | 大和侑也                       | 2R 0:51 KO（左ハイキック）                | Krush.22 ～in NAGOYA～【NAGOYA×TOKYO・5対5マッチ 大将戦】                                                                                      | 2012年8月26日  |
| ○    | アブデラ・エズビリ             | 3R終了 判定3-0                            | Krush.19 | 2012年6月8日   |
| ○    | シャルル・フランソワ           | 2R 2:18 KO（右ボディフック）              | Krush.16 【ISKAオリエンタル世界ライトウェルター級王座決定戦】                                                                                  | 2012年2月17日  |
| ○    | ニルス・ヴィーランド           | 3R 1:12 KO（左膝蹴り）                    | 元気ですか!! 大晦日!! 2011 | 2011年12月31日 |
| ○    | トリスタン・ベナード           | 3R 0:52 KO（右フック）                    | Krush.13 | 2011年11月12日 |
| ○    | アンドレ・ブルール             | 3R終了 判定3-0                            | K-1 WORLD MAX 2011 -70kg Japan Tournament FINAL                                                                                                | 2011年9月25日  |
| ○    | 卜部功也                       | 3R終了 判定3-0                            | K-1 WORLD MAX 2011 -63kg Japan Tournament FINAL 【決勝】                                                                                       | 2011年6月25日  |
| ○    | 野杁正明                       | 3R終了 判定3-0                            | K-1 WORLD MAX 2011 -63kg Japan Tournament FINAL 【準決勝】                                                                                     | 2011年6月25日  |
| ○    | 才賀紀左衛門                   | 3R終了 判定2-0                            | K-1 WORLD MAX 2011 -63kg Japan Tournament FINAL 【1回戦】                                                                                      | 2011年6月25日  |
| ○    | デンサイアム・ルークプラバーツ | 3R 0:53 KO（右フック）                    | Survivor 〜Round.7〜 | 2011年5月27日  |
| ○    | HIROYA                         | 3R終了 判定3-0                            | K-1 WORLD MAX 2010 -70kg World Championship Tournament FINAL                                                                                   | 2010年11月8日  |
| ×    | 大和哲也                       | 3R 1:26 KO（左フック）                    | K-1 WORLD MAX 2010 〜-70kg World Championship Tournament FINAL16 / -63kg Japan Tournament FINAL〜 【-63kg Japan Tournament 決勝】              | 2010年7月5日   |
| ○    | 松本芳道                       | 1R 1:21 KO（左ハイキック）                | K-1 WORLD MAX 2010 〜-70kg World Championship Tournament FINAL16 / -63kg Japan Tournament FINAL〜 【-63kg Japan Tournament 準決勝】            | 2010年7月5日   |
| ○    | 尾崎圭司                       | 3R終了 判定3-0                            | K-1 WORLD MAX 2010 〜-70kg World Championship Tournament FINAL16 / -63kg Japan Tournament FINAL〜 【-63kg Japan Tournament 準々決勝】          | 2010年7月5日   |
| ○    | DJ.taiki                       | 3R終了 判定3-0                            | K-1 WORLD MAX 2010 〜-63kg Japan Tournament 1st Round〜 【1回戦】                                                                              | 2010年5月2日   |
| ○    | 青津潤平                       | 3R終了 判定3-0                            | Krush×Survivor | 2010年3月13日  |
| ○    | TSUYOSHI                       | 3R終了 判定3-0                            | Survivor 〜Round.2〜 | 2009年12月9日  |
| ×    | 山本真弘                       | 3R終了 判定0-3                            | Krushライト級グランプリ2009 〜決勝戦 Final Round〜 【Krushライト級グランプリ2009 決勝】                                                        | 2009年11月2日  |
| ○    | 水落洋祐                       | 3R終了 判定2-0                            | Krushライト級グランプリ2009 〜決勝戦 Final Round〜 【Krushライト級グランプリ2009 リザーブファイト】                                            | 2009年11月2日  |
| ○    | 村浜武洋                       | 1R 2:43 KO（3ノックダウン：左ストレート） | Survivor Round.1 | 2009年9月28日  |
| △    | TURBO                          | 5R終了 判定1-1                            | マーシャルアーツ日本キックボクシング連盟「BREAK THROUGH-3 〜突破口」 【WMAF世界スーパーフェザー級タイトルマッチ】                              | 2008年4月29日  |
| ×    | 駿太                           | 5R終了 判定0-2                            | ニュージャパンキックボクシング連盟「START OF NEW LEGEND 〜新伝説の始まり〜」                                                                   | 2008年1月27日  |
| ×    | ヌアン・ソリア                 | 5R終了 判定0-3                            | Removing Land Mines Charity Event | 2007年11月21日 |
| ○    | イー・スンウク                 | 3R 2:55 KO（左膝蹴り）                    | ニュージャパンキックボクシング連盟「FIGHTING EVOLUTION VIII 〜進化する戦い10th〜 THE NEXT GENERATION, WHO GET THE CHAMP!?」                    | 2007年9月2日   |
| ○    | チャイチャナ・パートンジム     | 5R KO（右膝蹴り）                         | WORLD MUAYTHAI FEDERATION CHAMPIONSHIP 【WPMO世界スーパーフェザー級タイトルマッチ】                                                            | 2007年7月13日  |
| ○    | ファーカムワーン・SKVジム      | 5R終了 判定2-0                            | ニュージャパンキックボクシング連盟「FIGHTING EVOLUTION VI 〜進化する戦い 6th〜」                                                               | 2007年5月13日  |
| ○    | 岩井伸洋                       | 2R 1:43 TKO（ドクターストップ：左肘打ち） | ニュージャパンキックボクシング連盟「FIGHTING EVOLUTION III 〜進化する戦い〜 3KINGS チャンピオン・カーニバル」 【NJKFフェザー級タイトルマッチ】 | 2007年3月18日  |
| ○    | ダニエル                       | 5R終了 判定3-0                            | ニュージャパンキックボクシング連盟「FIGHTING EVOLUTION II 〜進化する戦い〜 MUAYTHAI OPEN」                                                     | 2007年1月28日  |
| ○    | ソムデート・ポー・パンティー   | 4R KO（膝蹴り）                           | 国王生誕記念ムエタイ世界大会 | 2006年12月5日  |
| ○    | ケンペット・シーノンチャイ     | 3R KO                                     | Rajadumnern Stadium | 2006年9月16日  |
| ○    | ニチャウ・シッサイケリアントー | 3R TKO                                    | Rajadumnern Stadium | 2006年9月10日  |
| ○    | 大川眞人                       | 5R終了 判定3-0                            | ニュージャパンキックボクシング連盟「ADVANCE IV 〜前進〜」 【NJKFフェザー級王座次期挑戦者決定戦】                                               | 2006年5月3日   |
| ○    | 国分省吾                       | 5R終了 判定3-0                            | ニュージャパンキックボクシング連盟「ADVANCE II 〜前進〜」                                                                                      | 2006年3月5日   |
| ○    | 高野義章                       | 4R 2:05 TKO（タオル投入）                 | ニュージャパンキックボクシング連盟「INFINITE CHALLENGE X 〜無限の挑戦〜」                                                                      | 2005年11月20日 |
| ○    | 勝光                           | 1R 2:52 KO（左ハイキック）                | ニュージャパンキックボクシング連盟「INFINITE CHALLENGE VIII 〜無限の挑戦〜」                                                                   | 2005年9月24日  |
| ○    | 小猿                           | 3R 1:56 KO                                | ニュージャパンキックボクシング連盟「INFINITE CHALLENGE VII 〜無限の挑戦〜」                                                                    | 2005年7月23日  |
| ○    | 飛雄馬                         | 3R終了 判定3-0                            | ニュージャパンキックボクシング連盟「INFINITE CHALLENGE IV 〜無限の挑戦〜」                                                                     | 2005年5月3日   |
| ○    | スリラー英男                   | 3R終了 判定3-0                            | ニュージャパンキックボクシング連盟「INFINITE CHALLENGE II 〜無限の挑戦〜」                                                                     | 2005年3月12日  |
| ○    | 浅瀬石真司                     | 3R終了 判定3-0                            | ニュージャパンキックボクシング連盟「INFINITE CHALLENGE I 〜無限の挑戦〜」                                                                      | 2005年1月22日  |

### キックボクシング エキシビジョン
| 勝敗 | 対戦相手 | 試合結果 | 大会名                                    | 開催年月日    |
| △    | 城戸康裕 | 2分2R    | 谷山ジム「ビッグバン・統一への道 其の六」 | 2011年8月21日 |

## 獲得タイトル
- 第8代NJKFフェザー級王座
- WPMO世界スーパーフェザー級王座
- ISKAオリエンタル世界ライトウェルター級王座
- 初代Krush -67kg王座
- K-1 WORLD MAX 2011 -63kg Japan Tournament 優勝
- GLORY -65kg SLAM世界トーナメント2013 優勝
- 初代K-1 WORLD GPウェルター級王座

## 受賞歴
- 2005年度NJKF最優秀新人賞、ゴング格闘技賞、フルコンタクトカラテ賞
- 2006年度NJKF技能賞
- 2007年度NJKF技能賞

## 著書
- K-1チャンピオンの億を稼ぐ株式投資術 (2018年9月19日、双葉社、ISBN 4575313866)

## 出演

### テレビ
- アウト×デラックス（フジテレビ）
- じっくり聞いタロウ（テレビ東京）
- 格闘代理戦争 4thシーズン（2019年4月6日、AbemaTV）

## 選挙歴
| 当落 | 選挙                     | 執行日         | 年齢 | 選挙区       | 政党         | 得票数    | 得票率 | 定数 | 得票順位 /候補者数 | 政党内比例順位 /政党当選者数 |
| ---- | ------------------------ | -------------- | ---- | ------------ | ------------ | --------- | ------ | ---- | ------------------ | ---------------------------- |
| 落   | 第27回参議院議員通常選挙 | 2025年07月20日 | 37   | 参議院比例区 | 日本維新の会 | 3万1412票 |        | 50   | 6/13               | 6/4                          |

### 試合映像
1. ↑  『Full Fight | 太田忍 vs. 久保優太 / Shinobu Ota vs. Yuta Kubo - RIZIN.30』RIZIN公式YouTubeチャンネル、2021年。
2. 1 2  『【試合映像】シバター vs. 久保優太 / Shibatar vs. Yuta Kubo - RIZIN.33』RIZIN公式YouTubeチャンネル、2021年。
3. ↑  『【試合映像】奥田啓介 vs.  久保優太 / Keisuke Okuda vs. Yuta Kubo - RIZIN LANDMARK 4 in NAGOYA』RIZIN公式YouTubeチャンネル、2022年。
4. ↑  『【試合映像】久保優太 vs. 安保瑠輝也 / Yuta Kubo vs. Rukiya Anpo - RIZIN.45』RIZIN公式YouTubeチャンネル、2023年。
5. ↑  『【試合映像】久保優太 vs. 高橋遼伍 / Yuta Kubo vs. Ryogo Takahashi - RIZIN LANDMARK 9 in KOBE』RIZIN公式YouTubeチャンネル、2024年。
6. ↑  『【試合映像】斎藤裕 vs. 久保優太 / Yutaka Saito vs. Yuta Kubo - 超RIZIN.3』RIZIN公式YouTubeチャンネル、2024年。

### 補足映像
1. ↑  『【番組】RIZIN CONFESSIONS #81（※番組内で試合映像＆久保優太と太田忍による試合振り返りドキュメンタリー番組）』RIZIN公式YouTubeチャンネル、2021年。
2. ↑  『【番組】RIZIN CONFESSIONS #110（※番組内で試合映像＆久保優太と奥田啓介による試合振り返りドキュメンタリー番組）』RIZIN公式YouTubeチャンネル、2022年。
3. ↑  『【番組】RIZIN CONFESSIONS #142（※番組内で試合映像＆久保優太と安保瑠輝也による試合振り返りドキュメンタリー番組）』RIZIN公式YouTubeチャンネル、2023年。
4. ↑  『【番組】RIZIN CONFESSIONS #157（※番組内で試合映像＆久保優太と斎藤裕による試合振り返りドキュメンタリー番組）』RIZIN公式YouTubeチャンネル、2024年。

### 映像資料
1. ↑  『【密着】Preparation | 久保優太 / Yuta Kubo - RIZIN.30』RIZIN公式YouTubeチャンネル、2021年。
2. ↑  『【番組】RIZIN CONFESSIONS #167（※久保パートは後半）』RIZIN公式YouTubeチャンネル、2024年。
3. ↑  『久保優太 / RIZIN Fighters Interview ~もしも闘わなかったら~（YouTube Ver. ）』RIZIN公式YouTubeチャンネル、2023年。
4. ↑  『【出張版】榊󠄀原社長に呼び出されました 2023 → ゲスト：堀口恭司・武田光司・久保優太』RIZIN公式YouTubeチャンネル、2023年。
5. ↑  『【番組】榊󠄀原社長に呼び出されました 2023 → ゲスト：久保優太』RIZIN公式YouTubeチャンネル、2023年。
6. ↑  『【事前特番】RIZIN TV ~ RIZIN LANDMARK SP ~ / ゲスト：昇侍、久保優太』RIZIN公式YouTubeチャンネル、2021年。
7. ↑  『【RIZIN.31事前特番】RIZIN TV 〜昇侍と久保優太の "正直に言うたろう" 〜』RIZIN公式YouTubeチャンネル、2021年。
8. ↑  『【後編】 RIZIN TV 〜大晦日勝敗予想SP〜 in プレミアムウォーター / ゲスト：今成正和、久保優太、石渡伸太郎』RIZIN公式YouTubeチャンネル、2022年。

### 戦績など
- K-1 選手データ
- K-1 選手データ（旧） - ウェイバックマシン（2011年10月24日アーカイブ分）
- eFight 選手データ
- 久保優太の戦績 - SHERDOG（英語）